# Argentia
Argentia est un village du Canada, situé dans la province de Terre-Neuve-et-Labrador.

## Histoire
À l'origine un petit village de pêcheurs nommé Little Placentia, Argentia est renommée en 1904, du fait de sa proximité avec une mine d'argent.[réf. nécessaire]
Les premières église et école sont construites en 1831 et en 1832 respectivement, par le Père Pelagius Nowlan, un prètre irlandais. En 1836 la population est de 484 habitants, répartis dans 76 foyers.[réf. nécessaire]
Argentia est choisi en 1940 comme site d'une nouvelle base navale américaine, la Naval Station Argentia, dans le cadre du prêt-bail avec le Royaume-Uni. Par arrangement avec le Canada, les habitants sont expropriés et la plupart se réinstallent dans les villages proches de Freshwater et Placentia.
La base navale est occupée jusqu'en 1994 par des forces américaines, avant la restitution du site à la province.
En 2001, la population s'élève à 450 habitants.[réf. nécessaire]